# کند و سوز

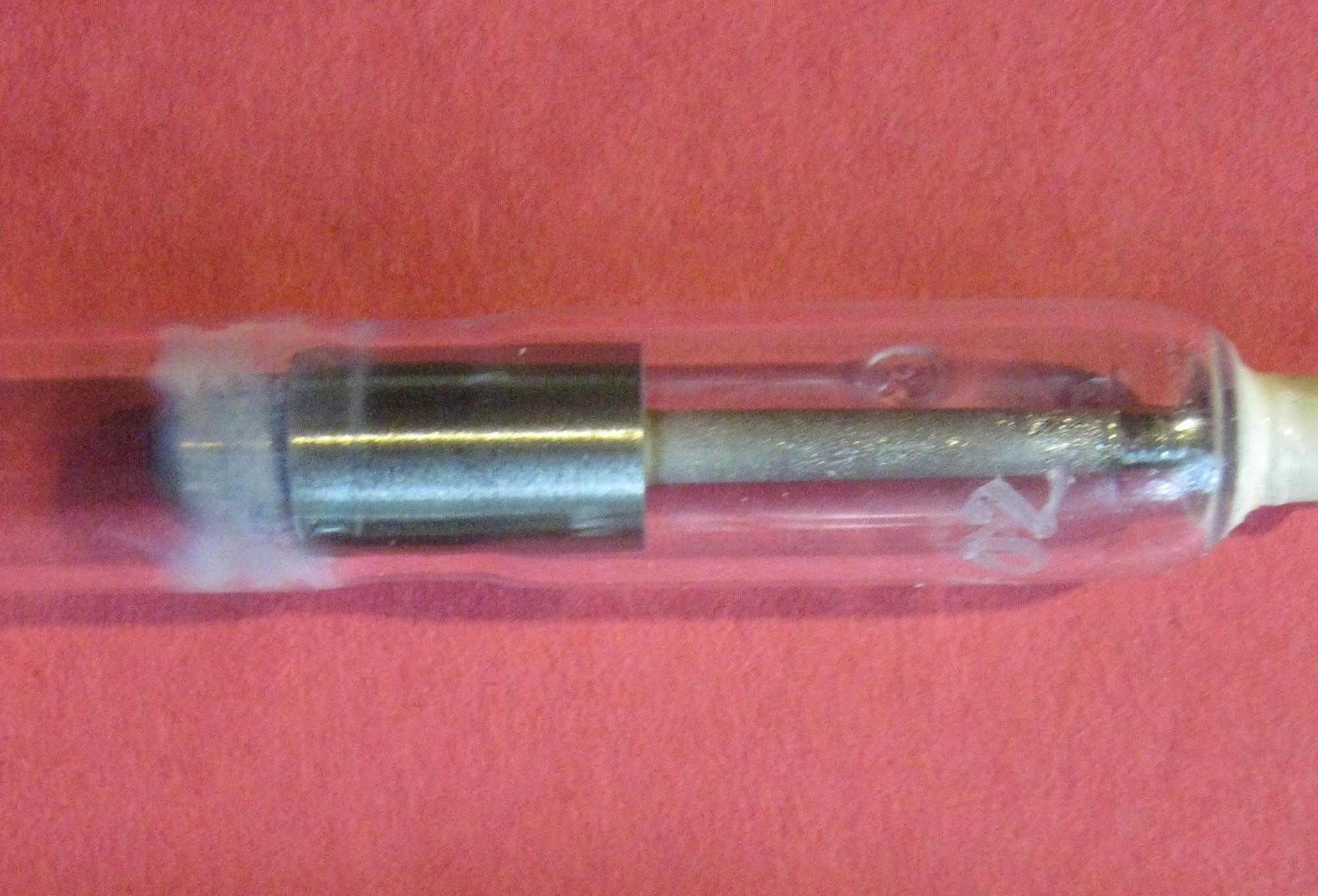
نمایی از «آبلاسیون» در نزدیکی الکترود درون لامپ فلاش. قوس الکتریکی پرانرژی، به آرامی شیشه را فرسایش می‌دهد و ظاهری مات بر جای می‌گذارد.

کَند و سوز یا آبلاسیون (انگلیسی: Ablation) فرایند جدا کردن ماده از سطح توسط یک واسطه از طریق تبخیر، تراش یا فرسایش است. مواد کند و سوخته از فضاپیماها در صعود و ورود به جو، کند و سوز لیزری، جداسازی بافت‌های زیستی سطحی و یخ و برف در یخچال‌شناسی مثال‌هایی از این فرایند هستند.